# London Metal Exchange Index
Der London Metal Exchange Index (LMEX) ist ein wirtschaftlicher Rohstoffindex, der die Preisentwicklungen der an der London Metal Exchange (LME), der weltgrößten Metallbörse der Welt, gehandelten Basismetalle darstellt. Dabei handelt es sich um die sechs Nicht-Edelmetalle Aluminium, Kupfer, Blei, Nickel, Zinn und Zink.

## Bedeutung
Der LMEX stellt die Basis der Preise dar, auf denen Optionen und Futures an der LME gehandelt werden. Dadurch gilt er als die populärste Referenz für die Wertentwicklung der wichtigsten Nichtedelmetalle der Welt. Auf der Basis der weltweiten Produktionsmengen und deren Handelsvolumen über die letzten 5 Jahre erfolgt die Gewichtung des Index und die Berechnung der jeweiligen Handelsgrößen (Lots) als deren Durchschnitt.